# Rudolf von Milde
Rudolf von Milde (Weimar, Turíngia, 29 de novembre de 1859 - Berlín, 8 de juliol de 1927) fou un baríton alemany. Fou un dels artistes lírics que millor van interpretar els difícils solos de baix cantant de la Novena Simfonia de Beethoven.
Va ser fill del baríton Hans von Milde i de la soprano Rosa Agthe (Rosa von Milde-Agthe).
En la seva carrera lírica l'educaren els seus pares, rebent també lliçons en l'escola gran ducal de música de la seva ciutat natal, teatre en el qual cantà per primera vegada el 1883 la part de Masetto de Don Giovanni de Mozart. Figurà en la companyia del mateix teatre gran ducal de Weimar fins a l'any 1886, època en què fou contractat com a baríton per al teatre de l'òpera alemanya de Nova York, ciutat en la qual residí un parell d'anys.
Des de 1888 fins al 1894 cantà únicament en diversos concerts, mentre es dedicava a l'ensenyança del seu art en el Conservatori Stern de Berlín. Des de 1894 cantà com a primer baríton en el teatre de la cort de Dessau.
Les seves principals particellas foren les de Hans Sachs, en Els mestres cantaires de Nuremberg de Wagner; Wotan, en la tetralogia del mateix compositor, i la d’Abú Hassan del Der Barbier von Bagdad de Cornelius. El 1897 interpretà la part de Gunther d’Götterdämmerung en el teatre wagnerià de Bayreuth.